# Epidendrum sublobatum
Epidendrum sublobatum là một loài thực vật có hoa trong họ Lan. Loài này được C.Schweinf. ex Garay & Dunst. mô tả khoa học đầu tiên năm 1965.